# Amtsgericht Nassau
Das Amtsgericht Nassau war ein Gericht der ordentlichen Gerichtsbarkeit in der Stadt Nassau.
Mit § 12 der Verordnung vom 22. Februar 1867 wurde nach der Annexion Nassaus durch Preußen die Trennung der Rechtsprechung von der Verwaltung angeordnet. Diese war im Herzogtum Nassau nicht zuvor gegeben. Die Ämter waren sowohl Verwaltungsbezirke als auch Gerichte erster Instanz. In Nassau bestand das Amt Nassau. Mit Verordnungen vom 26. Juni 1867 und 21. August 1867 wurde die Justizfunktion den neu geschaffenen Amtsgerichten, darunter dem Amtsgericht Nassau übertragen. Das Amtsgericht Nassau war zunächst dem Kreisgericht Limburg nachgeordnet.
Zum Gerichtsbezirk des Amtsgerichtes Nassau gehörten neben Nassau die Gemeinden Attenhausen, Bergnassau, Scheuren, Bremberg, Gutenacker, Kördorf, Lollschied, Niedertiefenbach, Obernhof, Pohl, Roth, Seelbach und Kalkofen, Singhofen, Weinähr und Winden.
Am 1. Oktober 1879 traten die Änderungen des Gerichtsverfassungsgesetzes in Kraft. Das Amtsgericht Nassau blieb bestehen, und das Kreisgericht Limburg wurde zum Landgericht Limburg.
Kriegsbedingt wurde das Amtsgericht Nassau 1943 stillgelegt und die Aufgaben durch das Amtsgericht Bad Ems übernommen. Nach Kriegsende wurde das Amtsgericht Nassau wieder eröffnet.
Da Nassau nach 1945 Rheinland-Pfalz zugeordnet war und Limburg an der Lahn Hessen, wurde das Amtsgericht Nassau dem Gerichtsbezirk des Landgerichtes Koblenz zugeordnet.
Durch das erste Landesgesetz zur Verwaltungsvereinfachung im Land Rheinland-Pfalz wurde vom 28. Juli 1966 wurde das Amtsgericht Nassau zum 1. Januar 1967 aufgehoben. Der Bezirk des Amtsgerichts wurde dem Amtsgericht Diez zugelegt.